# 卡德里亞山

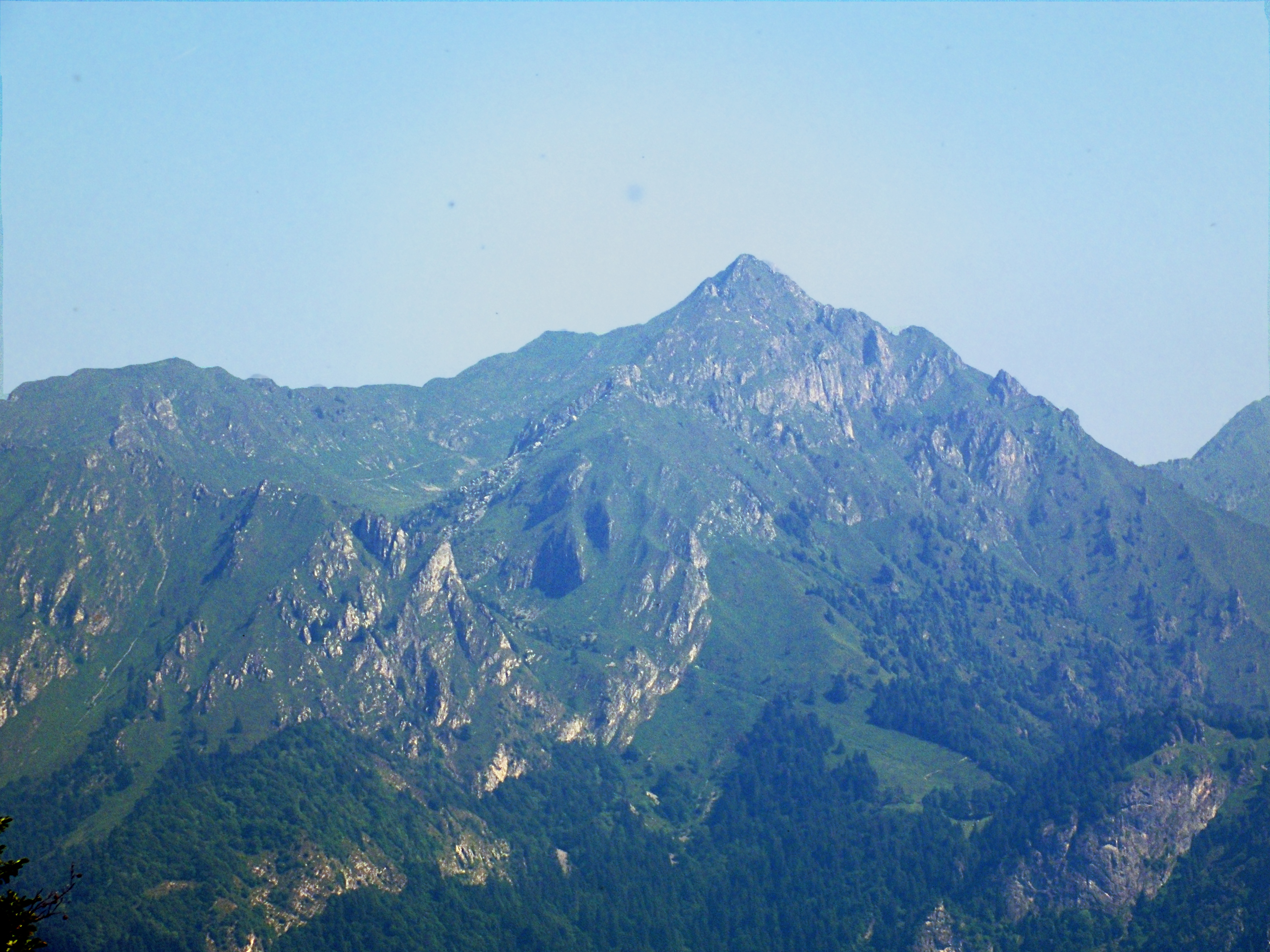

45°56′23″N 10°41′50″E / 45.93972°N 10.69722°E
卡德里亞山（義大利語：Monte Cadria），是意大利的山峰，位於該國東北部，由特倫托自治省負責管轄，屬於加達山脈的一部分，海拔高度2,254米，每年平均降雨量1,592毫米。